# Баянзаг
Баянзаг (монг. Баянзаг, букв. «богатый саксаулом», или Улаан Эрэг — красные скалы) — район горной гряды пустыни Гоби, в аймаке Умнеговь, Монголия. Здесь были обнаружены важные ископаемые находки. Этот район наиболее известен как место находки яиц динозавров. Другие находки в этом месте включают в себя остатки велоцираптора и плацентарных млекопитающих.
В 1946 году по территории Баянзага проходила Монгольская палеонтологическая экспедиция АН СССР под руководством Ефремова И. А.

## Название
В английской литературе распространено название Flaming Cliffs («пылающие скалы»), произошедшее от ярко-оранжевой породы скал, и присвоенное американским палеонтологом Роем Эндрюсом, побывавшим здесь в 1920-х годах во время экспедиции Американского музея естественной истории. Монгольское название относится к обильно растущему в этих местах саксаулу. Песчаные скалы особенно на закате имеют яркий красный или оранжевый цвет.

## Известные динозавры
Ящеротазовые тероподы
- Орнитомимозавры: галлимим, дейнохейрус?
- Тираннозавриды: алиорам, тарбозавр
- Дромеозавриды: велоцираптор, заурорнитоидес, мононик
- Теризинозавры: теризинозавр, дейнохейрус?
- Oviraptoridae: овираптор
- Гадрозавриды: зауролофы
- Протоцератопсиды: протоцератопсы